# Conde de Ulster

Brasão de Armas de Burgh, Condes do Ulster: Ou, uma cruz gules.

Brasão de Armas de Mortimer, Condes de March e Condes de Ulster: Barry de seis or e azul em um chefe dos dois primeiros paletes entre dois girons do segundo sobre todo um escudo prateado (Mortimer), esquartejado com armas de Burgh

Brasão de Ricardo, 3.º Duque de Iorque, 8.º Conde de Ulster: Esquartelado, 1º e 4º, esquartelado, França moderna e Inglaterra, no geral uma etiqueta de três pontas cada carregada com três torteaux (Casa de York), 2º, esquartelado, Castela e Leão, 3º, esquartelado, Mortimer e de Burgh, e no geral um escudo gules, três leões passant guardant ou uma bordadura Argent (Holanda, Conde de Kent)

Conde de Ulster é um título que foi criado seis vezes no Pariato da Irlanda e duas vezes no Pariato do Reino Unido. Desde 1928, o título é detido pelo Duque de Gloucester e é usado como título de cortesia pelo filho mais velho do Duque, atualmente Alexander Windsor, Conde de Ulster. Ulster, uma das quatro províncias tradicionais da Irlanda, é composta por nove condados: seis deles compõem a Irlanda do Norte; o restante está na República da Irlanda .

## Condes Palatinos do Ulster (1181)
- Sir John de Courcy, perda 1204[3]

## Conde de Ulster, Pariato da Irlanda, Primeira Criação (1205)
- Hugh de Lacy, 1.º Conde de Ulster (1176–1243)

## Condes de Ulster, Pariato da Irlanda, Segunda Criação (1264)
- Walter de Burgh, 1.º conde de Ulster (falecido em 1271)
- Richard Óg de Burgh, 2.º conde de Ulster (1259–1326)
  - John de Burgh (falecido em 1313), herdeiro aparente do condado
- William Donn de Burgh, 3.º conde de Ulster (1312–1333)
- Elizabeth de Burgh, Duquesa de Clarence, 4.ª Condessa de Ulster (1332–1363)
  - m. Lionel de Antuérpia, 1.º Duque de Clarence, jure uxoris Conde de Ulster (1338–1368)
- Filipa, Condessa de March, 5.ª Condessa de Ulster (1355–1382)
  - m. Edmund Mortimer, 3.º conde de March, <i id="mwrQ">jure uxoris</i> conde de Ulster (1352–1381)
- Roger Mortimer, 4.º conde de March e 6.º conde de Ulster (1374–1398)
- Edmund Mortimer, 5.º conde de March e 7.º conde de Ulster (1391–1425)
- Ricardo de York, 3.º Duque de York, 8.º Conde de Ulster (1411–1460)
- Eduardo de York, 4.º duque de York, 9.º conde de Ulster (1442–1483), incorporado à coroa em 1461

## Conde de Ulster, Pariato da Irlanda, Terceira Criação (1659)
- James Stuart, Duque de York e Albany (1633–1701), unido à coroa em 1685

## Conde de Ulster, Pariato da Irlanda, Quarta Criação (1716)
- Ernesto Augusto de Brunswick-Lüneburg, Duque de York e Albany (1674–1728)

## Conde de Ulster, Pariato da Irlanda, Quinta Criação (1760)
- Príncipe Eduardo, Duque de York e Albany (1739–1767)

## Conde de Ulster, Pariato da Irlanda, Sexta Criação (1784)
- Príncipe Frederico, Duque de York e Albany (1763–1827)

## Conde de Ulster, Pariato do Reino Unido, Primeira Criação (1866)
- Príncipe Alfredo, Duque de Edimburgo (1844–1900)

## Condes de Ulster, Pariato do Reino Unido, Segunda Criação (1928)
- Príncipe Henrique, 1.º Duque de Gloucester (1900–1974)
- Príncipe Ricardo, 2.º Duque de Gloucester (nascido em 1944)
  - Alexander Windsor (nascido em 1974), único filho do príncipe Richard, é o herdeiro aparente do ducado e, como tal, usa "Conde de Ulster" como um título de cortesia . Alexander é casado com Claire Booth, conhecida como "Condessa de Ulster". Eles têm dois filhos: Xan Windsor, Lord Culloden (nascido em 2007) e Lady Cosima Windsor (nascida em 2010).[4][5]